# Jakub Galač
Jakub Galač též Galacz, Gallacz, Galocz či Halač (1665? – 11. května 1725) byl slezským evangelíkem, sedlákem, písmákem a básníkem.
V Horním Těrlicku zastával úřad fojta.
Pro svou víru byl vězněn i trestán na těle.
Je autorem kroniky zachycující události z let 1698–1717. Roku 1709 složil rozsáhlou píseň k oslavě povolení výstavby evangelického Ježíšova kostela v Těšíně. Píseň nese název Písnička pobožná evangelitská složená v ten čas v roku 1709 ..., známá je též podle svého incipitu Radost nám jest nastala v tej těšínskej zemi.
Galač psal česky; někdy bývá mylně v předmětné literatuře řazen k polským spisovatelům z Těšínska.